# 4826 Wilhelms
4826 Wilhelms eller 1988 JO är en asteroid i huvudbältet som upptäcktes den 11 maj 1988 av den amerikanska astronomen Carolyn S. Shoemaker vid Palomar-observatoriet. Den är uppkallad efter Don E. Wilhelms.
Asteroiden har en diameter på ungefär 7 kilometer och den tillhör asteroidgruppen Phocaea.